# Così gl'interi giorni in lungo incerto
Così gl'interi giorni in luogo incerto è un sonetto composto da Ugo Foscolo in giovane età: fu pubblicato nel Nuovo Giornale dei Letterati di Pisa nella serie degli otto sonetti. Confluirà poi nelle Poesie di Ugo Foscolo, pubblicate prima presso Destefanis a Milano nell'aprile 1803, e poi per Agnello Nobile, sempre nella città lombarda, in agosto.

## Analisi
La parte iniziale del sonetto costituisce il suo tema forte: la notazione temporale, il dormire in un sonno sofferente durante il giorno e vagare di notte, è un elemento tipicamente petrarchesco.
Anzi, il sonetto V di Foscolo non è che la variatio dell’intera sestina 22 di Petrarca: nel sonetto il poeta vive la notte tra i luoghi selvaggi per piangere i propri dolori amorosi, nella sestina l’autore si sveglia di notte per maledire “il giorno in cui lui vide il sole”.
Per qualsiasi animale, uomo compreso, il tempo del lavoro è il giorno, mentre la notte è il tempo del riposo, come serenamente detta il ritmo della natura. L’unico animale che continua a soffrire sia di giorno che di notte è il poeta. Si tratta di un topos che Petrarca ha tratto, soprattutto nella seconda parte, dal genere delle albe provenzali, dei componimenti poetici caratterizzati da adynata in cui il poeta desidera che la notte non finisca mai e gli amanti restino per sempre insieme.
L’opposizione fra il poeta e il resto dell’umanità e degli animali è invece tratta dai Vangeli: “E Gesù disse: «Le volpi hanno le tane e gli uccelli del cielo i nidi, ma il Figliuol dell’Uomo non ha dove posare il capo»” (Matteo 8, 20). Resta comunque inedito, nella prima parte del sonetto foscoliano, l’abbandono del ritmo cosmico da parte del poeta e la relativa sofferenza.
Seppure nel sonetto V dal giorno si passi alla notte e nella sestina 22 si passi dalla notte all’alba, il risultato cui giungono i due autori è il medesimo, e in entrambi i componimenti domina l’atmosfera bruna della sera. L’ultimo verso del sonetto V in particolare rafforza l’intonazione elegiaca e amorosa del testo, rimandando al verso 14 del sonetto 276 di Petrarca: “Lume degli occhi miei non è più meco”.